# Port lotniczy Chuuk
Port lotniczy Chuuk (IATA: TKK, ICAO: PTKK) – międzynarodowy port lotniczy zlokalizowany w Weno, na wyspie Chuuk, w Mikronezji.

## Linie lotnicze i połączenia
- Continental Airlines
  - Continental Airlines obsługiwane przez Continental Micronesia (Guam, Honolulu, Kosrae, Kwajalein, Majuro, Pohnpei)